# Azərbaycan Kuboku 2024-2025
La Azərbaycan Kuboku 2024-2025 è stata la 33ª edizione della coppa nazionale azera, iniziata il 12 ottobre 2024 e terminata il 31 maggio 2025. La squadra campione in carica era il Qarabağ, all'ottavo successo nella competizione.
La competizione è stata vinta dal Sabah, alla sua prima coppa nazionale.

## Calendario
| Turno            | Squadre rimanenti | Squadre coinvolte | Vincenti del turno precedente | Nuove entranti                                              |
| ---------------- | ----------------- | ----------------- | ----------------------------- | ----------------------------------------------------------- |
| Primo turno      | 34                | 14                | --                            | 14 squadre di Seconda Divisione                             |
| Secondo turno    | 27                | 22                | 7                             | 10 squadre di Birinci Divizionu 5 squadre di Premyer Liqası |
| Ottavi di finale | 16                | 16                | 11                            | 5 squadre di Premyer Liqası                                 |
| Quarti di finale | 8                 | 8                 | 8                             | --                                                          |
| Semifinali       | 4                 | 4                 | 4                             | --                                                          |
| Finale           | 2                 | 2                 | 2                             | --                                                          |

## Risultati

### Primo turno
Il sorteggio per i primi tre turni si è tenuto il 30 settembre 2024.
| Squadra 1       | Risultato | Squadra 2   |
| --------------- | --------- | ----------- |
| 12 ottobre 2024 |           |             |
| Şahdağ Qusar    | 3 – 1     | Kür-Araz    |
| Şəfa            | 2 – 0     | Araz Saatlı |
| 13 ottobre 2024 |           |             |
| Shimal          | 4 – 1     | Qusar       |
| Lerik           | 0 – 4     | Ağdaş       |
| Sheky City      | 0 – 1     | Şəmkir      |
| Göygöl          | 2 – 3     | Hypers      |
| 14 ottobre 2024 |           |             |
| Dinamo Baku     | 4 – 0     | Füzuli      |

### Secondo turno
| Squadra 1       | Risultato   | Squadra 2     |
| --------------- | ----------- | ------------- |
| 28 ottobre 2024 |             |               |
| Turan Tovuz     | 7 – 2       | Hypers        |
| 29 ottobre 2024 |             |               |
| MOİK Baku       | 3 – 1       | Shimal        |
| Ağdaş           | 0 – 6       | Kəpəz         |
| Şahdağ Qusar    | 0 – 4       | Araz          |
| Dinamo Baku     | 0 – 6       | Səbail        |
| 30 ottobre 2024 |             |               |
| Mingəçevir      | 1 – 0       | Zaqatala      |
| Şamaxı          | 6 – 1       | Şəmkir        |
| Qaradağ         | 3 – 0       | Karvan        |
| Şəfa            | 2 – 3 (dts) | DİFAİ Ağsu    |
| 31 ottobre 2024 |             |               |
| İmişli          | 5 – 1       | Cəbrayıl      |
| Qəbələ          | 4 – 0       | Bakı Sporting |

### Ottavi di finale
| Squadra 1       | Risultato       | Squadra 2  |
| --------------- | --------------- | ---------- |
| 3 dicembre 2024 |                 |            |
| Qaradağ         | 0 – 2           | Səbail     |
| Araz            | 3 – 1           | Mingəçevir |
| Turan Tovuz     | 2 – 2 (1-3 dtr) | Sabah      |
| 4 dicembre 2024 |                 |            |
| Qəbələ          | 0 – 2           | Qarabağ    |
| Kəpəz           | 1 – 0           | İmişli     |
| Neftçi Baku     | 6 – 0           | DİFAİ Ağsu |
| Sumqayıt        | 3 – 1 (dts)     | MOİK Baku  |
| Zirə            | 3 – 1           | Şamaxı     |

### Quarti di finale
| Squadra 1          | Totale | Squadra 2   | Andata | Ritorno |
| ------------------ | ------ | ----------- | ------ | ------- |
| 5-27 febbraio 2025 |        |             |        |         |
| Sabah              | 4 – 0  | Sumqayıt    | 0 - 0  | 4 - 0   |
| 5-28 febbraio 2025 |        |             |        |         |
| Kəpəz              | 0 – 3  | Neftçi Baku | 0 - 2  | 0 - 1   |
| 6-27 febbraio 2025 |        |             |        |         |
| Səbail             | 1 – 4  | Qarabağ     | 0 - 1  | 1 - 3   |
| 6-28 febbraio 2025 |        |             |        |         |
| Araz               | 3 – 0  | Zirə        | 1 - 0  | 2 - 0   |

### Semifinali
Il sorteggio si è tenuto il 27 febbraio 2025.
| Squadra 1          | Totale | Squadra 2 | Andata | Ritorno |
| ------------------ | ------ | --------- | ------ | ------- |
| 2 / 23 aprile 2025 |        |           |        |         |
| Neftçi Baku        | 2 - 3  | Sabah     | 1 - 2  | 1 - 1   |
| Araz               | 1 - 3  | Qarabağ   | 1 - 0  | 0 - 3   |

### Finale
| Arbitro: | İnqilab Məmmədov |

|                                |           |                                                  |
| Kady 45+2’ Irazabal 68’ (aut.) | Marcatori | 68’ (rig.) Šafranko 90+5’ Parris 120’ Mütəllimov |